# Палатиция
Палатиция (на гръцки: Παλατίτσια), е село в Република Гърция, област Централна Македония, дем Бер.

## География
Селото е разположено на 14 km югоизточно от демовия център Бер (Верия), на 110 m надморска височина в северното подножие на Голен.

## История

### В Османската империя
В края на XIX век селото е в Берска каза на Османската империя. Александър Синве („Les Grecs de l’Empire Ottoman. Etude Statistique et Ethnographique“) в 1878 година пише, че в Палатисия (Palatissia), Берска епархия, живеят 200 гърци. Според статистиката на Васил Кънчов („Македония. Етнография и статистика“) в 1900 година в Палатичъ (Палатица) живеят 150 гърци християни. По данни на секретаря на Българската екзархия Димитър Мишев („La Macédoine et sa Population Chrétienne“) в 1905 година в Палитач (Platitch) има 145 гърци.
Според документи на Цариградската патриаршия в 1906 година в Пилатица (Πηλατίτσα) има 54 семейства власи патриаршисти.
В 1910 година в Палатица (Παλατίτσα) има 550 жители патриаршисти.
Спирос Лукатос посочва „език на жителите гръцки“.
При преброяването в 1912 година селото е отбелязано с език гръцки и религия християнска.

### В Гърция
През Балканската война в 1912 година в селото влизат гръцки части и след Междусъюзническата в 1913 година Палатиция остава в Гърция. При преброяването от 1913 година в селото има 144 мъже и 133 жени. В 1928 година селото е със смесено местно-бежанско население с 51 бежански семейства и 171 бежанци.
Населението произвежда пшеница, тютюн и памук, като частично е развито и скотовъдството, тъй като селото има големи планински пасища.
| Име                | Име         | Ново име   | Ново име   | Описание                                     |
| ------------------ | ----------- | ---------- | ---------- | -------------------------------------------- |
| Трак Мнима         | Τράκ Μνήμα  | Мнима      | Μνήμα      | местност на ЮИ от Палатиция и на ЮЗ от Сикия |
| Бара               | Νταβή Μπάρα | Лакома     | Λάκκωμα    | връх в Шапка на Ю от Палатиция (726 m)       |
| Орняис или Орнятис | Όρνιάτης    | Орнеофолия | Όρνεοφωλιά | връх в Шапка на Ю от Палатиция (673 m)       |

| Година    | 1913 | 1920 | 1928 | 1940 | 1951 | 1961 | 1971 | 1981 | 1991 | 2001 | 2011 | 2021 |
| --------- | ---- | ---- | ---- | ---- | ---- | ---- | ---- | ---- | ---- | ---- | ---- | ---- |
| Население | 277  | 390  | 538  | 876  | 769  | 899  | 826  | 905  | 927  | 876  | 834  | 734  |

## Личности
Родени в Палатация
- Константинос Цандилас (Κωνσταντίνος Τσαντήλας), гръцки андартски деец, четник между 1906 и 1908 година[13]
- Христос Ципурдатос или Цюпрос (Χρήστος Τσιπουρδάτος ή Τσιούπρος), гръцки андартски деец, агент от трети ред, куриер на Георгиос Франгакос[13]